# Rabbid
Los Rabbids (conocidos en Francia como Lapins crétins, lit. conejos idiotas) son personajes ficticios, una especie de conejos antropomórficos, que aparecen por primera vez en el videojuego Rayman Raving Rabbids de Ubisoft como villanos. Han ganado gran popularidad, superando al mismísimo Rayman, y convirtiéndose en los personajes principales de Rayman Raving Rabbids 2, Rayman Raving Rabbids TV Party y más tarde con una nueva saga independiente en Rabbids Go Home y Raving Rabbids: Travel in Time. Se caracterizan por sus gracejadas y rasgos graciosos.
Los Rabbids han seguido apareciendo en otros medios expandidos, como un programa de televisión y un largometraje en desarrollo, además de hacer apariciones como invitados en otros juegos de Ubisoft. En junio de 2019, la serie había vendido más de 20 millones de unidades en todo el mundo. Lionsgate, Ubisoft Film & Television, Mandeville Films y Stoopid Buddy Stoodios están desarrollando una adaptación cinematográfica.

## Concepción y creación
En su primera aparición en el tráiler de «Rayman Raving Rabbids» los muestran como «seres peligrosos parecidos a zombis». En el tráiler solo se les ve de pie, sin moverse, con la mirada perdida, con ojos pequeños y rojos, cuerpos peludos, pequeños y cabezones. En este punto del tráiler se muestra el juego como una aventura con etapas de lucha, donde Rayman tendría que enfrentarse a una horda de conejos-zombis.
Tras un concepto revolucionado (a base de minijuegos) se crearon varios vídeos y los rabbids se convirtieron en personajes mucho más conscientes y divertidos, el cambio en el juego para ordenador dio pie a una serie memorable de personajes con rasgos diferentes y graciosos, similar a Worms. Michel Ancel, el creador de Rayman describió a los rabbids como perversos, pero al mismo tiempo «totalmente estúpidos».

## Características
Los rabbids son básicamente conejos, con ojos muy separados, patas traseras diminutas, una boca grande, sin nariz y sin cola. Miden alrededor de sesenta centímetros sin contar las orejas, las cuales miden otros treinta centímetros. Tienen dos grandes incisivos y nunca se muestran el resto de los dientes excepto en el minijuego «The bunnies don´t use toothpaste», («Los conejos no usan pasta de dientes).
Los Rabbids tienden a ser inestables e histéricos, y a veces explotan, cuando esto sucede sus ojos se ponen rojos y emiten un fuerte «¡BWAAAAAAAH!» (a menudo gritan «¡BWAAAH!» en diversos medios de comunicación, y lo escriben en grafitis) esto también suele indicar que han roto algo o que han atacado a alguien.
Los rabbids tienen un interesante criterio de selección de armas, tienen una gran fascinación por los artículos del hogar así como al combate cuerpo a cuerpo. Sus elecciones incluyen: plumeros, escobillas de WC, cucharas, cepillos de baño, palas de juguete, raquetas de tenis, embutidos y otros objetos cotidianos. El desatascador (sopapa), es el arma central del juego, es un ejemplo del sentido del humor de baño que tienen los rabbids.
También existen otros tipos de conejos, como Sergueï (un conejo, enorme, gordo y gris), el conejo rosa (una delgadísima máquina con inteligencia propia y ojos rosas, que suele ir montado en un aparato de cuatro patas que lo transporta) y los conejos androide (los cuales solo tienen un color distinto a los normales).

## Videojuegos en los que han aparecido
- Rayman Raving Rabbids
- Rayman Raving Rabbids 2
- Rayman Raving Rabbids TV Party
- Rabbids Go Home
- Raving Rabbids: Travel in Time
- Rabbids 3D
- Rabbids Rumble
- Rabbids Big Bang
- Rabbids Appisodes
- Rabbids: Alive and Kicking, especial para Kinect.
- Rabbids Land
- Just Dance 2, en la canción "Here Comes The Hotstepper" incluye un Rabbid que intenta bailar con la coreografía.
- Just Dance 4, en la canción "Make the Party Don't Stop" incluye un Rabbid haciendo de DJ.
- Just Dance 2014 , Just Dance 2015, Just Dance 2016, Just Dance 2017 y Just Dance 2018, aparece como imagen que se puede poner el jugador como avatar, desde 2017 hay algunos disfrazados como bailarines del juego.
- Just Dance 2015, aparece en la canción "Love Is All" caminando junto los personajes de Rayman.
- Rabbids Invasion: The Interactive Tv Show
- Watch Dogs, aparece como juguete dentro de algunas casas y en un bar.
- Raving Rabbids Party Collection
- Rayman Kart, aparece como personaje jugable.
- Rayman Adventures, aparecen como enemigos en el evento de verano en 2016.
- Hungry Shark Evolution aparecen con un disfraz de tiburón.
- Mario + Rabbids Kingdom Battle
- Far Cry 5, aparecen como muñecos cabezones para poner en el tablero de los camiones.
- Just Dance 2018, existe una versión alternativa de la canción "Naughty Girl" donde Rabbid Peach es la bailarina, incluso los pictogramas que la acompañan tienen forma de Rabbid.
- Super Smash Bros. Ultimate, aparecen como accesorio de traje para Mii, y como espíritus.
- Mario + Rabbids Sparks of Hope
- Stumble Guys, aparecen como personajes para el juego.